# Portentomorpha
Portentomorpha é um gênero de traças da família de Crambidae.